# Chandra Sturrup
Chandra Sturrup (ur. 12 września 1971) – bahamska lekkoatletka, sprinterka, złota medalistka igrzysk olimpijskich oraz mistrzostw świata w lekkoatletyce.
Na przełomie tysiącleci czołowa sprinterka globu. W 1996 razem ze sztafetą 4 x 100 metrów Bahamów zdobyła srebrny medal igrzysk olimpijskich (na tej samej imprezie była 4. w biegu na 100 metrów). Rok później zdobyła srebro podczas halowych mistrzostw świata (bieg na 60 m, Paryż). W 1998 wygrała bieg na 100 m podczas igrzysk Wspólnoty Narodów oraz zajęła 2. miejsce w Pucharze świata w lekkoatletyce, w 1999 zwyciężyła w biegu na 100 metrów podczas igrzysk panamerykańskich. W tym samym roku razem ze sztafetą 4 x 100 metrów Bahamów zdobyła złoty medal mistrzostw świata, dominację Bahamek w światowym sprincie potwierdził rok 2000. Wtedy to podczas igrzysk olimpijskich rozegranych w Sydney Sturrup razem ze sztafetą 4 x 100 metrów Bahamów zdobyła złoty medal. Bardzo dobry dla Sturrup był również rok 2001. Zimą zdobyła złoto na halowych mistrzostwach świata rozegranych w Lizbonie (w biegu na 60 metrów). Latem zajęła 3. miejsce w finałowym biegu na 100 metrów podczas mistrzostw świata rozegranych w kanadyjskim Edmonton. Dwa lata później na tej samej imprezie, tym razem rozegranej w Paryżu, obroniła 3. lokatę z 2001.
Wielokrotna mistrzyni i rekordzistka kraju.
W 2013 ogłosiła zakończenie kariery.

## Igrzyska olimpijskie
| Miejsce | Dzień       | Rok  | Miejscowość | Konkurencja        | Czas biegu | Strata   | Zwycięzca              |
| ------- | ----------- | ---- | ----------- | ------------------ | ---------- | -------- | ---------------------- |
| 4.      | 27 lipca    | 1996 | Atlanta     | bieg na 100 m      | 11,00 s    | + 0,06 s | Gail Devers            |
| 6.      | 1 sierpnia  | 1996 | Atlanta     | bieg na 200 m      | 22,54 s    | + 0,42 s | Marie-José Pérec       |
| srebro  | 3 sierpnia  | 1996 | Atlanta     | sztafeta 4 x 100 m | 42,14 s    | + 0,19 s | Stany Zjednoczone      |
| 5.      | 23 września | 2000 | Sydney      | bieg na 100 m      | 11,21 s    | + 0,09 s | Ekaterini Thanou       |
| 22.     | 27 września | 2000 | Sydney      | bieg na 200 m      | 23,21 s    | -        | Pauline Davis-Thompson |
| złoto   | 30 września | 2000 | Sydney      | sztafeta 4 x 100 m | 41,92 s    | -        | -                      |
| 25.     | 20 sierpnia | 2004 | Ateny       | bieg na 100 m      | 11,46 s    | -        | Julija Nieściarenka    |
| 4.      | 27 sierpnia | 2004 | Ateny       | sztafeta 4 x 100 m | 42,69 s    | + 0,96 s | Jamajka                |
| 9.      | 17 sierpnia | 2008 | Pekin       | bieg na 100 m      | 11,22 s    | -        | Shelly-Ann Fraser      |
| 9.      | 9 sierpnia  | 2012 | Londyn      | sztafeta 4 x 100 m | 43,07 s    | -        | Stany Zjednoczone      |

## Mistrzostwa świata
| Miejsce | Dzień       | Rok  | Miejscowość | Konkurencja        | Czas biegu | Strata   | Zwycięzca               |
| ------- | ----------- | ---- | ----------- | ------------------ | ---------- | -------- | ----------------------- |
| 35.     | 6 sierpnia  | 1995 | Göteborg    | bieg na 100 m      | 11,59 s    | -        | Gwen Torrence           |
| 19.     | 6 sierpnia  | 1997 | Ateny       | bieg na 200 m      | 23,07 s    | -        | Żanna Pintusewicz-Block |
| 6.      | 22 sierpnia | 1999 | Sewilla     | bieg na 100 m      | 11,06 s    | + 0,36 s | Marion Jones            |
| 14.     | 27 sierpnia | 1999 | Sewilla     | bieg na 200 m      | 22,75 s    | -        | Inger Miller            |
| złoto   | 29 sierpnia | 1999 | Sewilla     | sztafeta 4 x 100 m | 41,92 s    | -        | -                       |
| [ 2 ]   | 6 sierpnia  | 2001 | Edmonton    | bieg na 100 m      | 11,02 s    | + 0,20 s | Żanna Pintusewicz-Block |
| [ 3 ]   | 24 sierpnia | 2003 | Paryż       | bieg na 100 m      | 11,02 s    | + 0,09 s | Torri Edwards           |
| 4.      | 8 sierpnia  | 2005 | Helsinki    | bieg na 100 m      | 11,09 s    | + 0,16 s | Lauryn Williams         |
| DNF.    | 13 sierpnia | 2005 | Helsinki    | sztafeta 4 x100 m  | -          | -        | Stany Zjednoczone       |
| 13.     | 27 sierpnia | 2007 | Osaka       | bieg na 100 m      | 11,22 s    | -        | Veronica Campbell-Brown |
| 7.      | 17 sierpnia | 2009 | Berlin      | bieg na 100 m      | 11,05 s    | + 0,32 s | Shelly-Ann Fraser       |
| srebro  | 22 sierpnia | 2009 | Berlin      | sztafeta 4 x 100 m | 42,29 s    | + 0,23 s | Jamajka                 |

## Rekordy życiowe
- bieg na 100 metrów – 10,84 (2005) rekord Bahamów
- bieg na 200 metrów – 22,33 (1996)
- skok w dal – 6,70 (2000)
- bieg na 60 metrów (hala) – 7,05 (2001)